# 稻佐山
稻佐山（日语：／）是日本長崎縣長崎市西部的一座標高333米的山峰。山腰處仍有不少建築。山頂則是著名的觀光地。在山頂處可以眺望長崎全市的景色，也是著名的觀賞夜景的聖地。

## 简介
大约一百万年前，长崎曾矗立着一座名为“长崎火山”的1500米以上活火山。随着火山活动停止并遭受侵蚀，这些残留的山丘逐渐形成了环绕长崎市周边的彦山、稻佐岳、三ツ山等山脉。
位于稻佐山东麓斜坡地带的平户小屋町，曾是明治中期以前被列为稻佐六景之一的风景秀丽之地。江户时代，曾担任代代唐通事的頴川四郎左卫门在此拥有别荘“水月居”，后将此地献给平户藩松浦氏，平户藩在此建阵屋，因此得名平户小屋。1944年，长崎遭受空袭时，平户小屋町遭到了轰炸。事实上，稻佐山从1899年至1945年战争结束期间，一直被陆军省的要塞区域完全覆盖，因此普通市民不得进入山内。1933年，稻佐山登山道路开通。当时汽车数量稀少且道路未铺装，因此进入山内的人也寥寥无几。稻佐山成为市民亲近的存在，是在1946年电视塔在稻佐山顶部建成并开始电视广播之后。
现在山顶设有稻佐山公园、观景台及广播局发射设备。观景台可俯瞰全市全景，同时也是夜景名胜，与函馆的函馆山、神户的摩耶山并列为夜景观光会议局指定的日本三大夜景之一。此外，稻佐山的夜景被称为“千万美元夜景”。稻佐山山顶夜间会进行无线电塔的灯光秀。

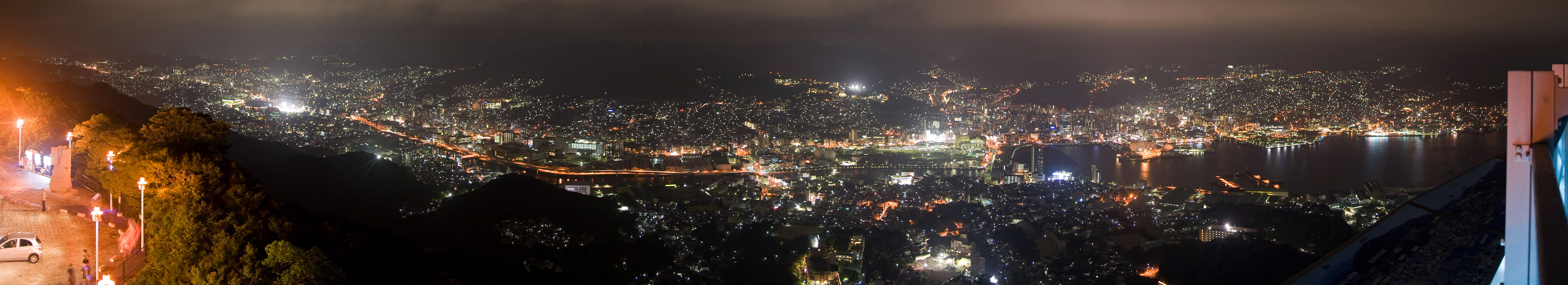
从稻佐山山顶俯瞰的夜景

2012年10月5日，在稻佐山看到的夜景和摩納哥、香港被共同選為世界新三大夜景。

## 稻佐山公园
稻佐山公园内设有游乐设施广场、草地滑雪场、露天舞台等设施。
户外舞台

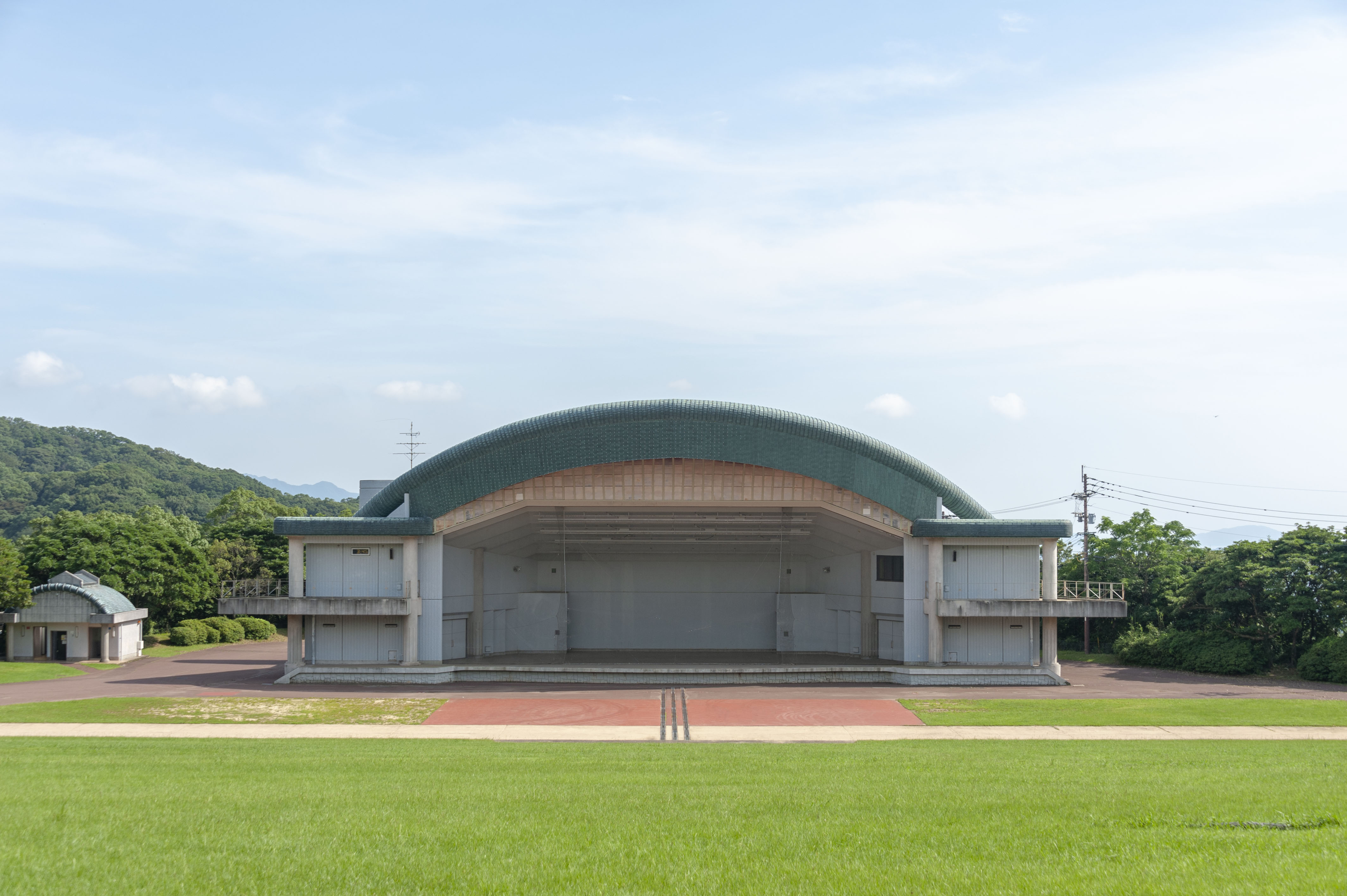
稻佐山户外舞台

园内设有一个可容纳1.5万名观众的草坪席户外舞台。该舞台于1990年长崎旅游博览会期间建成，因长崎出身的歌手佐田雅志举办的户外演唱会《夏·从长崎出发》而开始进行环境整備。同样出身于当地的福山雅治以及平井坚、MISIA等众多艺术家在此举办过演唱会，该场地已成为九州地区户外演唱会的主要场地之一。此外，福山雅治将自己的歌曲《承诺之丘》定为稻佐山官方主题曲。
猴舍及鹿放牧场
1990年，公园内设立了“猴舍”和“鹿放牧场”。2004年，由当地居民和专家组成的“动物广场研讨会”以饲养的动物种类较少且位置不明显为由，向长崎市提议废止该设施。長崎市正逐步减少饲养数量并朝废止方向推进，但截至2024年2月底，仍有鹿72只、猴21只，当月市议会例会上报告称尚未确定废止时间表。

## 交通

### 步行
游客可沿着步道在自然中徒步登山。登山道周边为火山碎屑岩地质，土壤贫瘠，生长着如万年草等在其他地区罕见的植物。自2012年10月4日起，连接稻佐山展望台与稻佐岳站的通道天花板上嵌入了约6,000个发光二极管（LED），形成了“光之隧道”。该设施通常为蓝色照明，但会随季节变化颜色，并每30分钟呈现龙的图案。

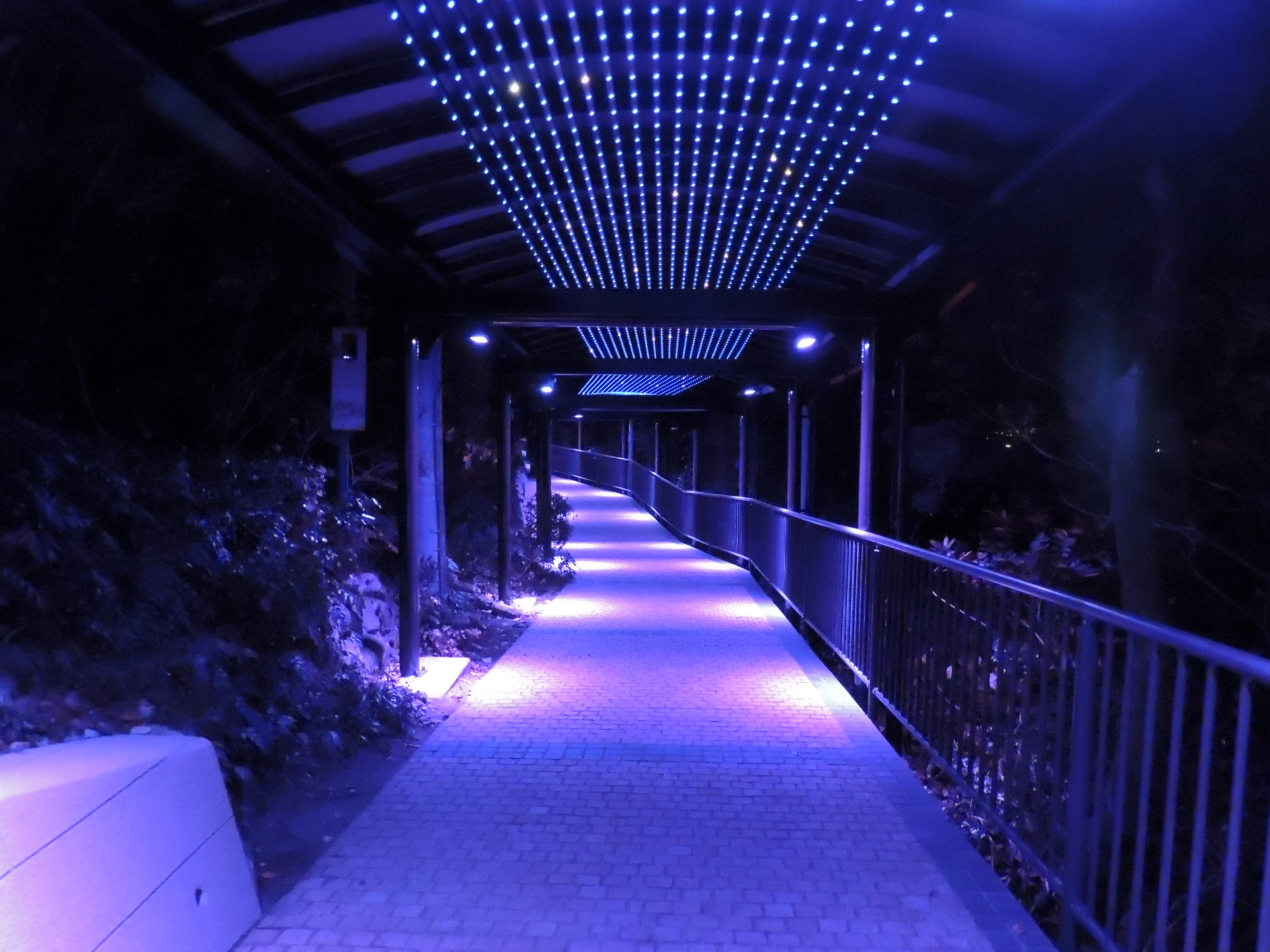
照亮连接通道的LED灯。通常为蓝色。
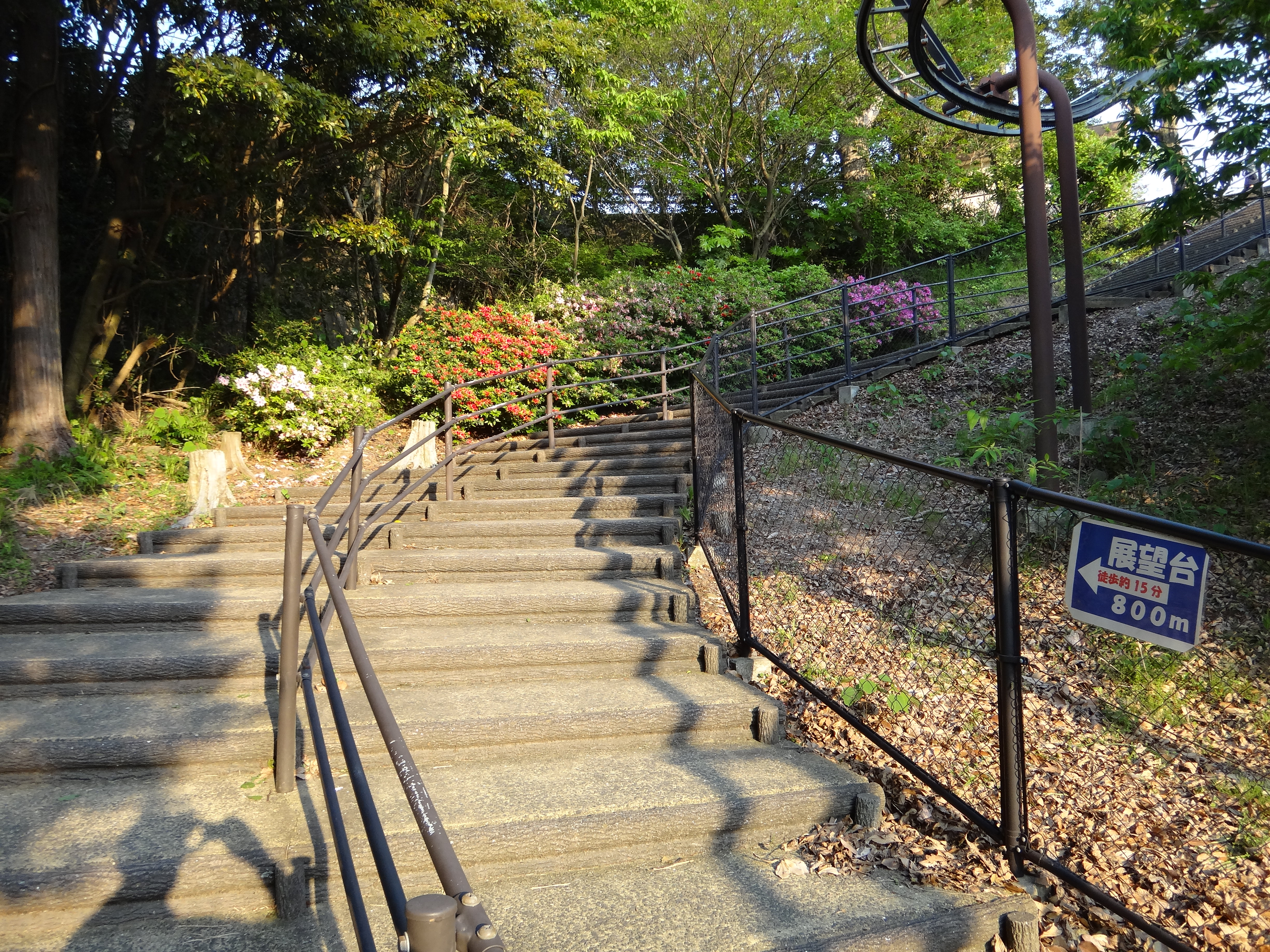
登山步道

### 缆车
也可通过长崎缆车直接抵达山顶。运营里程为1.110公里，采用三线交走式运行。由于使用者减少，且设备老化，于2008年决定停止使用。2016年2月6日恢复运营。

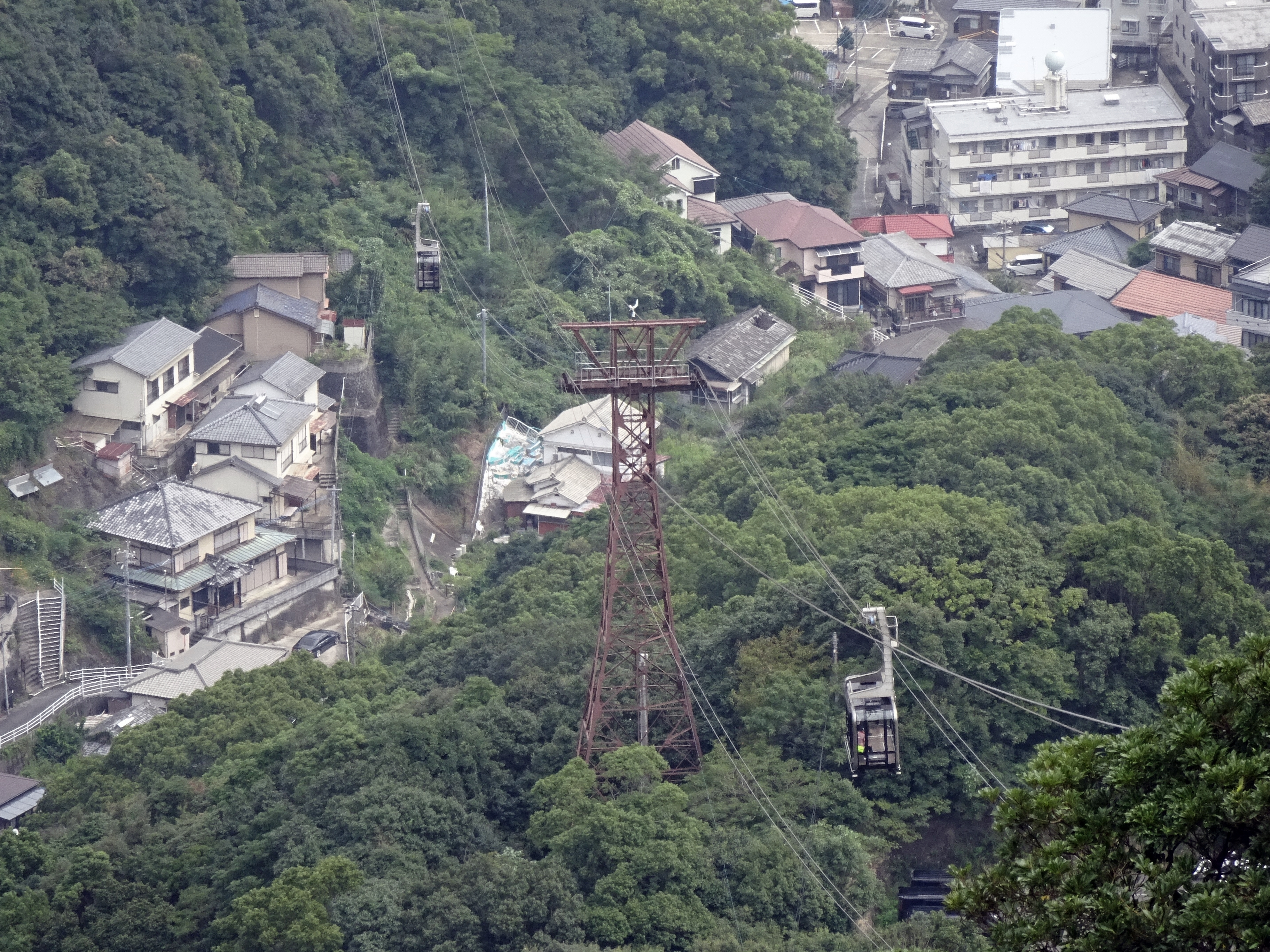
长崎缆车
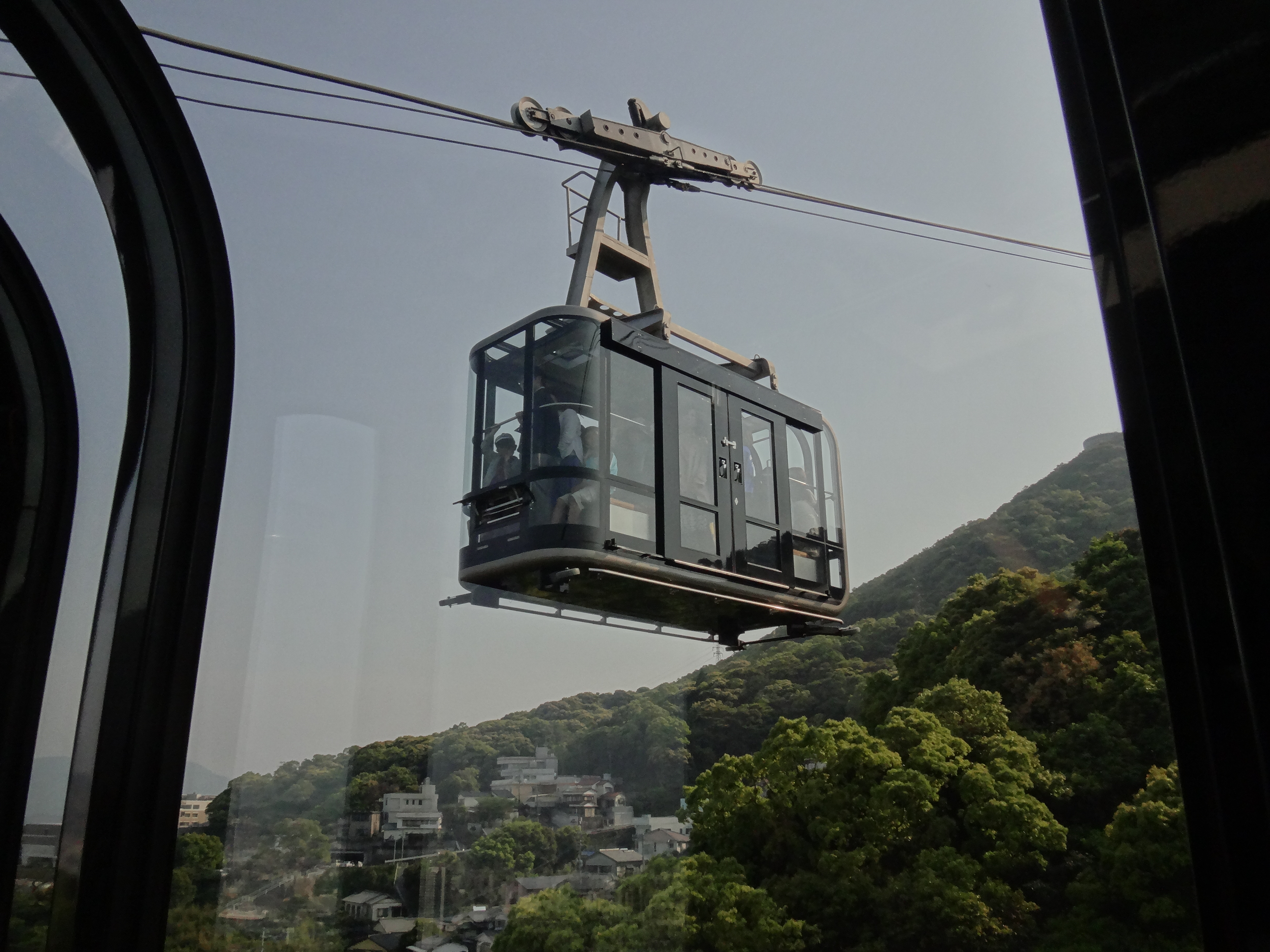
缆车车厢

### 登山电车
缆车一度停运后，从半山停车场到山顶观景台的运输一直依靠巴士进行，但由于旅游旺季的运输不便，长崎市于决定安装斜坡电车。设计由奥山清行负责，开发与制造由嘉穗制作所承接，该坡道车设计为即使坡度变化也能始终保持车辆水平。该电车于2020年开通，仅需约8分钟即可抵达山顶。

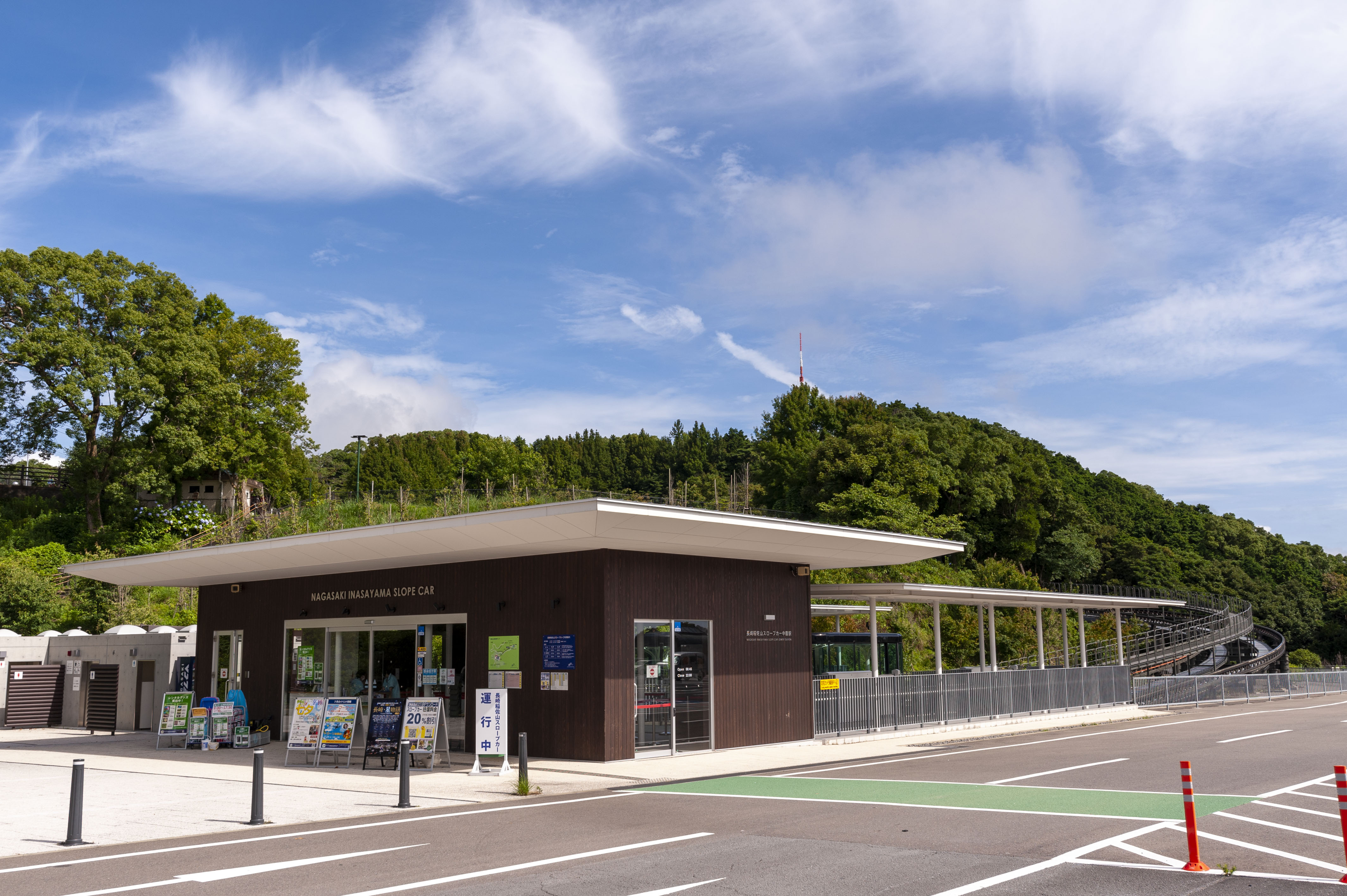
位于稻佐山公园停车站内的电车车站
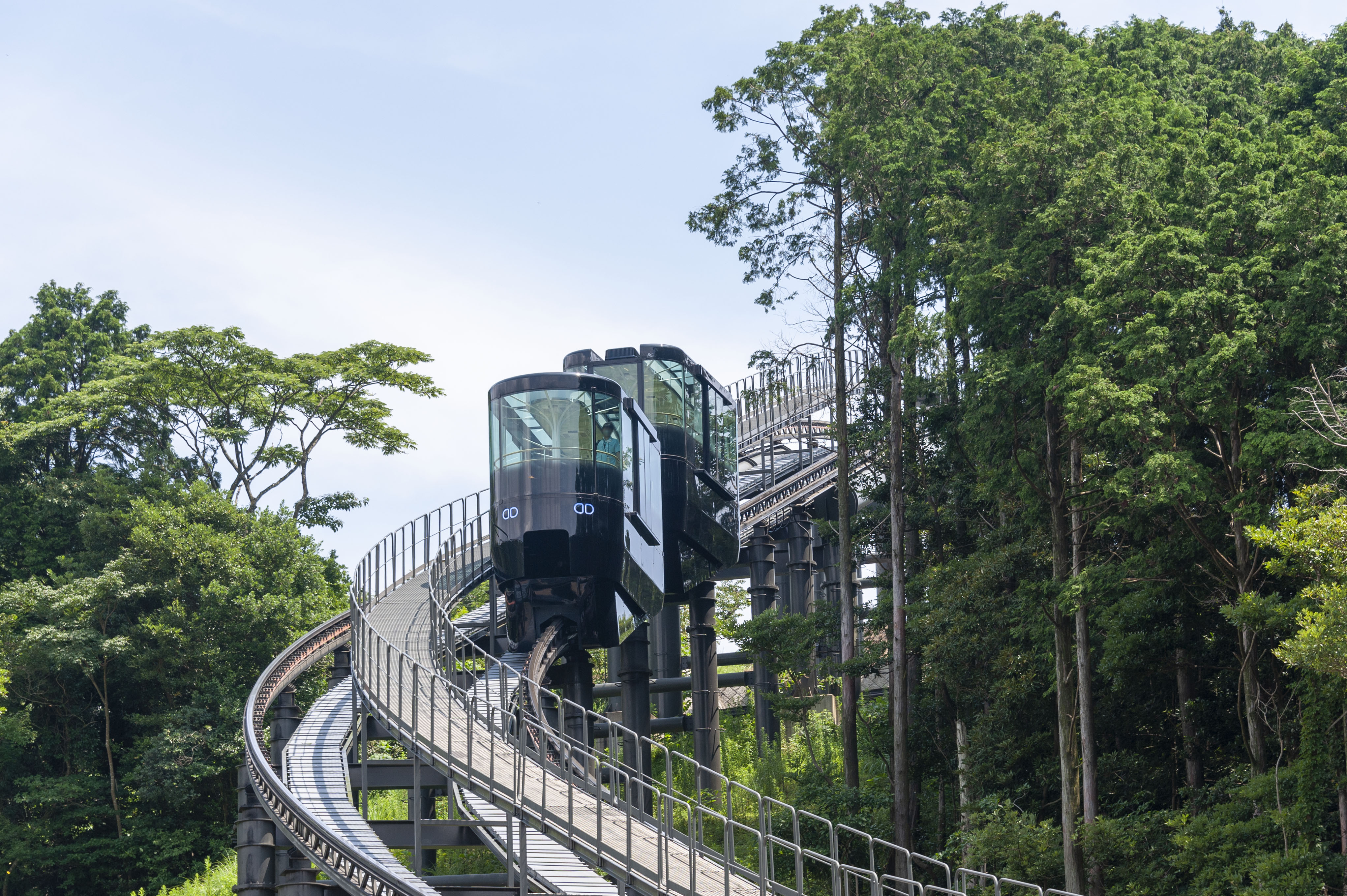
在斜坡上的登山电车
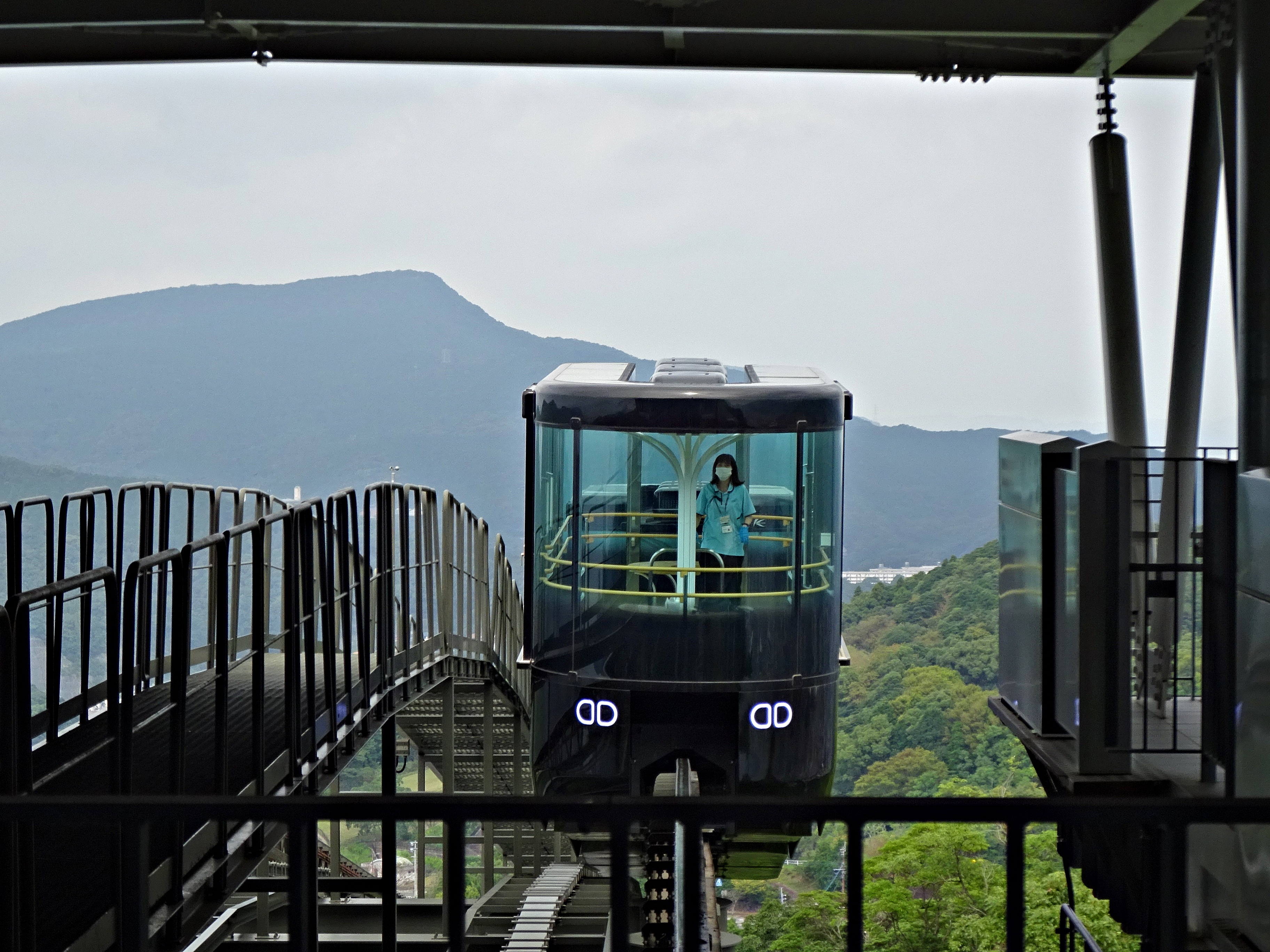
进入山顶站的电车
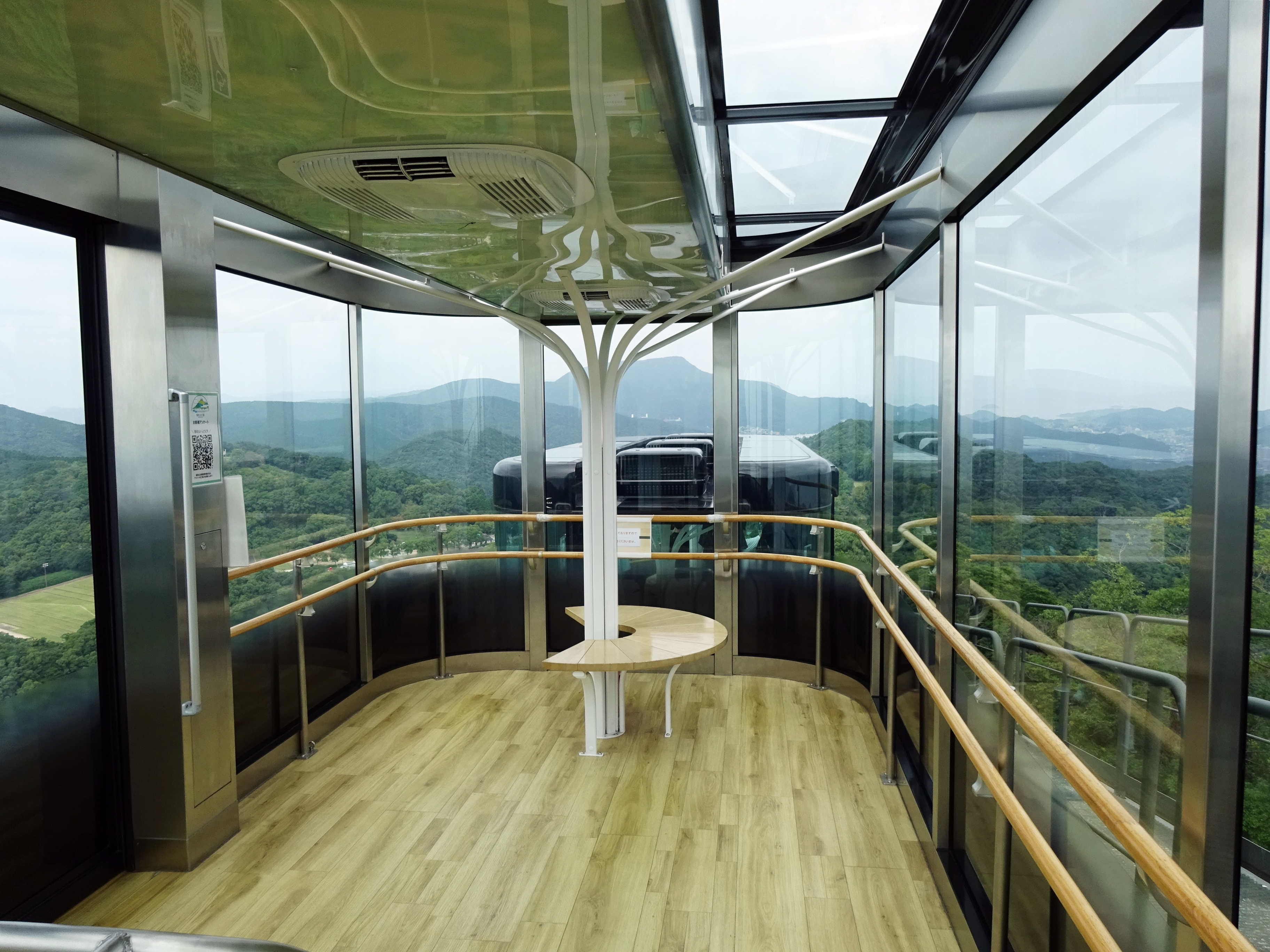
登山电车的内部

## 關連項目
- 日本三大夜景

## 外部連結
- 稻佐山公园官方网站
- 稻佐山公园的X账号
- 稻佐山公园的Instagram账号
- 国土地理院 地図閲覧システム 長崎西北部（南東） （页面存档备份，存于）
- 長崎空中纜車 （页面存档备份，存于）